# Periphyllus diacerivorus
Periphyllus diacerivorus är en insektsart. Periphyllus diacerivorus ingår i släktet Periphyllus och familjen långrörsbladlöss. Inga underarter finns listade i Catalogue of Life.